# 胡雷扎尼鄉
44°48′N 23°39′E / 44.800°N 23.650°E
胡雷扎尼鄉（羅馬尼亞語：Comuna Hurezani, Gorj），是羅馬尼亞的鄉份，位於該國西南部，由戈爾日縣負責管轄，處於布加勒斯特以西200公里，每年平均降雨量1,062毫米，海拔高度266米，2007年人口1,781。